# Eisenbahn-Attentat von Rechovot
Bei dem Eisenbahn-Attentat von Rechovot wurde am 29. Februar 1948 eine Bombe unter einem Wagen gezündet, kurz nachdem der Zug den Bahnhof von Rechovot, damals Mandatsgebiet Palästina, heute Israel, verlassen hatte. 28 Menschen starben.

## Ausgangslage
Im Frühjahr 1948 befand sich Palästina in einer gespannten Situation, eine Lösung, wie das von Großbritannien wahrgenommene Mandat zu beenden sei, ohne dass ein offener Konflikt ausbrach, zeichnete sich nicht ab. Alle Beteiligten erhöhten weiter ihre Gewaltbereitschaft. Attentate und Morde waren an der Tagesordnung.
Der täglich verkehrende, durchgehende Schnellzug der Palestine Railways von Kairo nach Haifa über die Sinai-Bahn und die palästinensische Stammstrecke Sinai–Lod führte in dieser Zeit stets Wagen, die für britisches Militär reserviert waren. An diesem Tag waren es drei und sie waren überfüllt. Auf den Zug waren zuvor schon drei Anschläge verübt worden.

## Hergang
Angehörige der jüdischen, paramilitärischen Untergrundorganisation Lechi hatten unter den vom Militär genutzten Wagen eine Bombe angebracht, die sie zündeten, kurz nachdem der Zug den Bahnhof Rechovot verlassen hatte. Dabei wurden zwei Waggons völlig zerlegt, einer schwer beschädigt und 50 Meter Gleise zerstört.

## Folgen
28 Soldaten starben, 35 wurden verletzt. Es gab keine zivilen Opfer.